# Виходи гранодіоритів (пам'ятка природи)
Ви́ходи гранодіори́тів  — геологічна пам'ятка природи місцевого значення в Україні. Розташована в межах Кременчуцького району Полтавської області, в селі Кам'яні Потоки (біля школи). 
Площа 1 га. Статус надано згідно з рішенням облвиконкому № 555 від 24.12.1970 року. Перебуває у віданні Кам'янопотоківської сільської ради. 
Статус надано для збереження місць виходу на денну поверхню гірської породи  — гранодіориту, яка утворює невеликий скельний масив. 

## Галерея

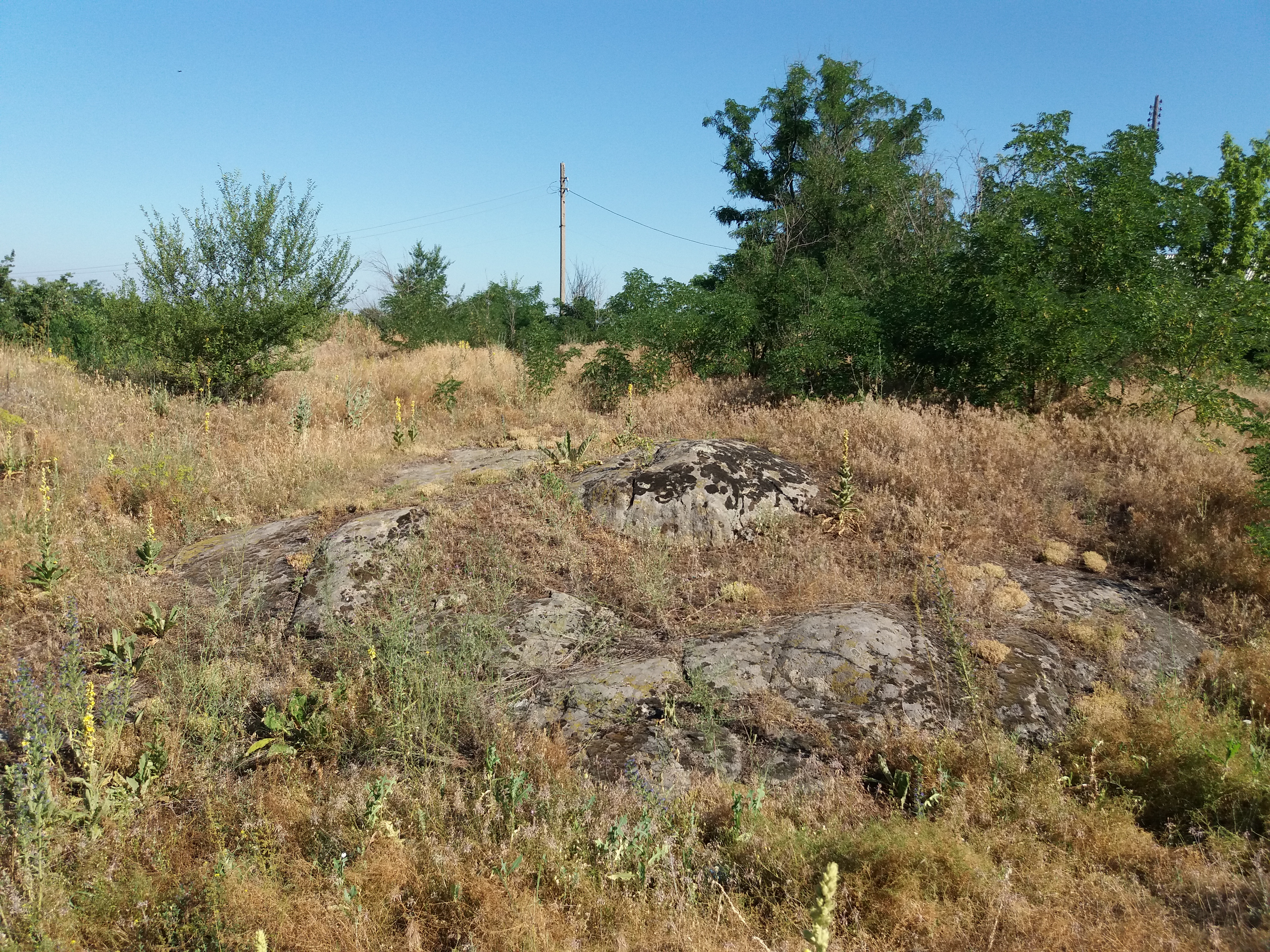
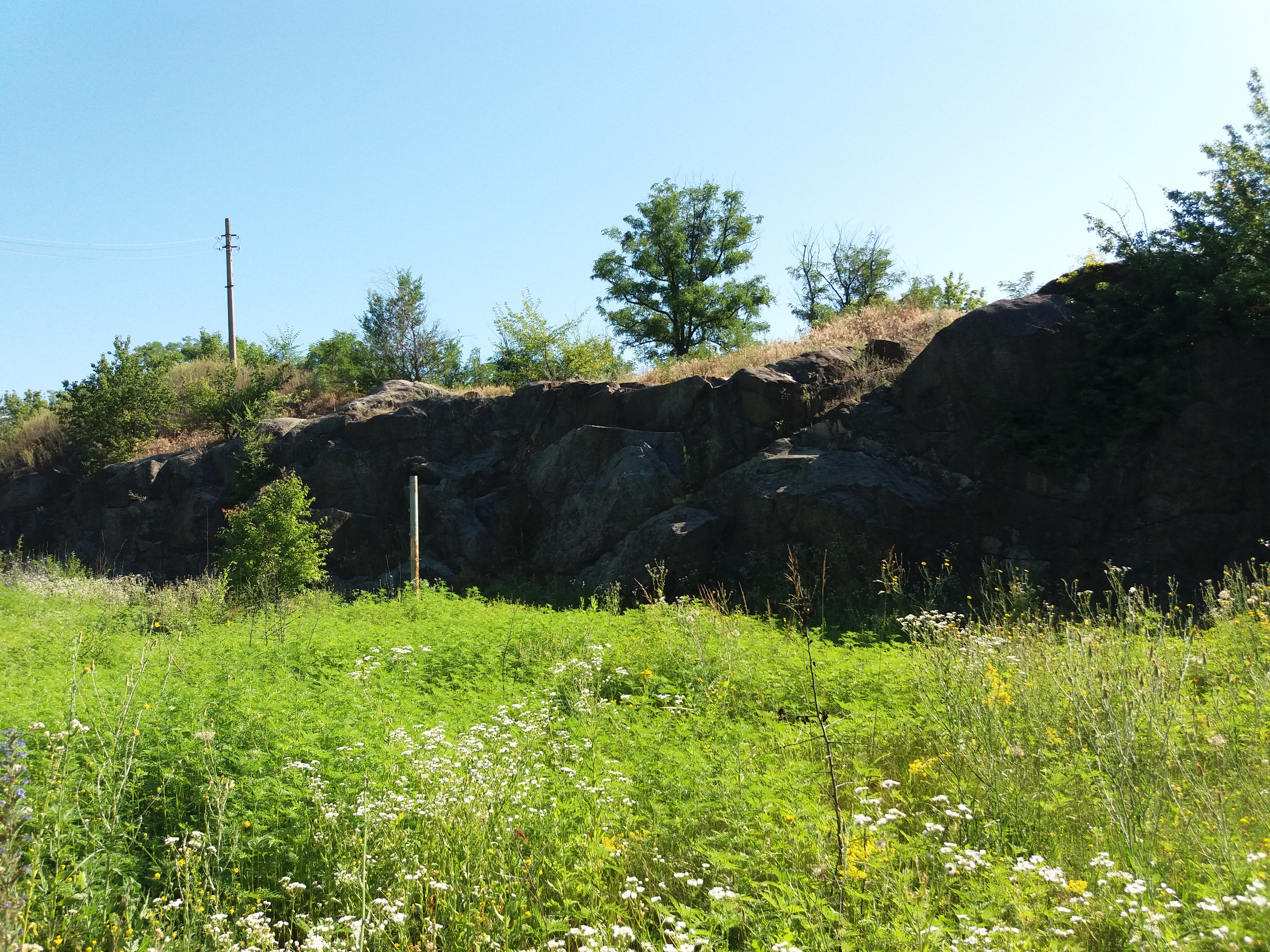
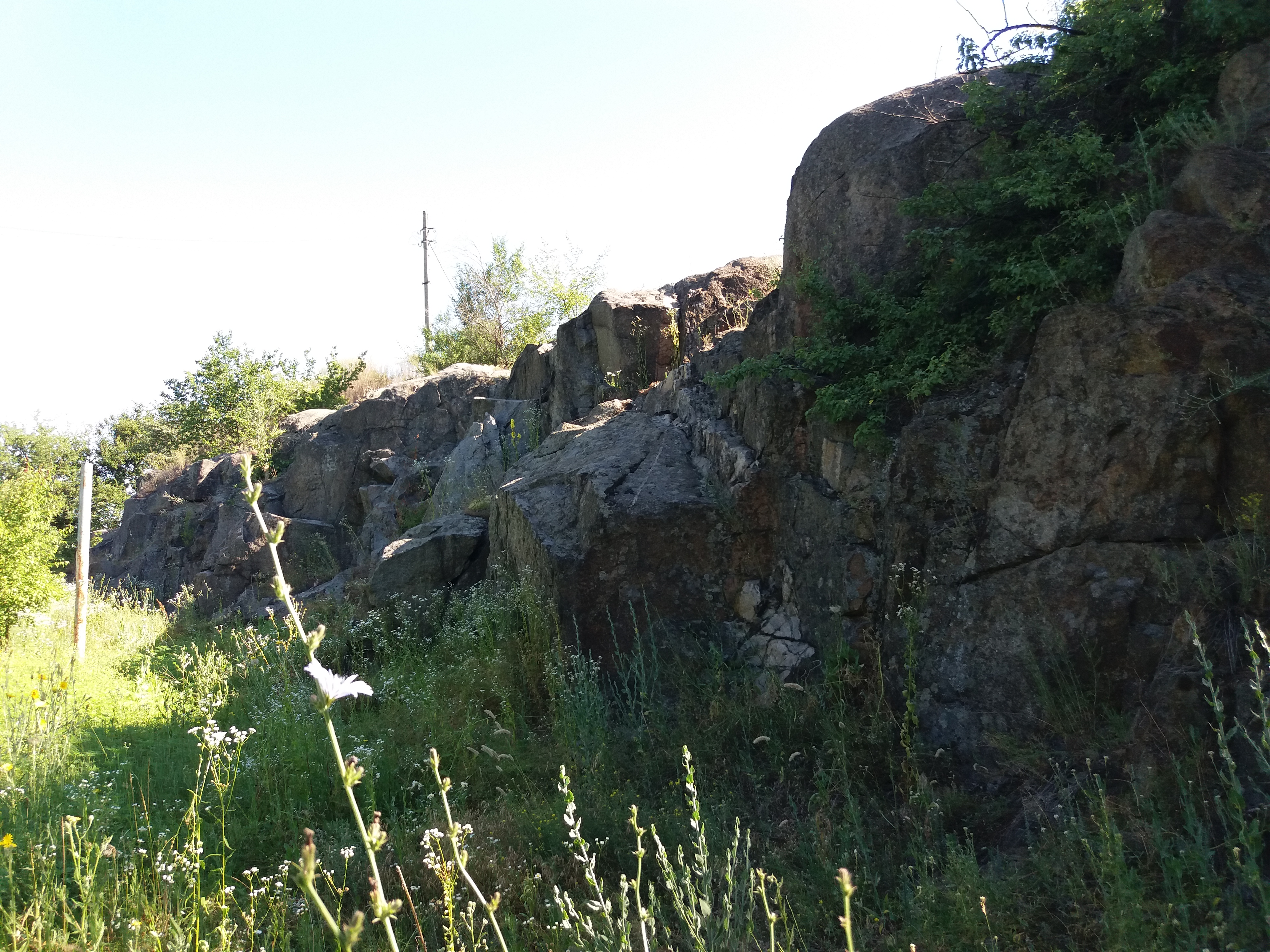